# Wallensteinfestspiele (Altdorf bei Nürnberg)

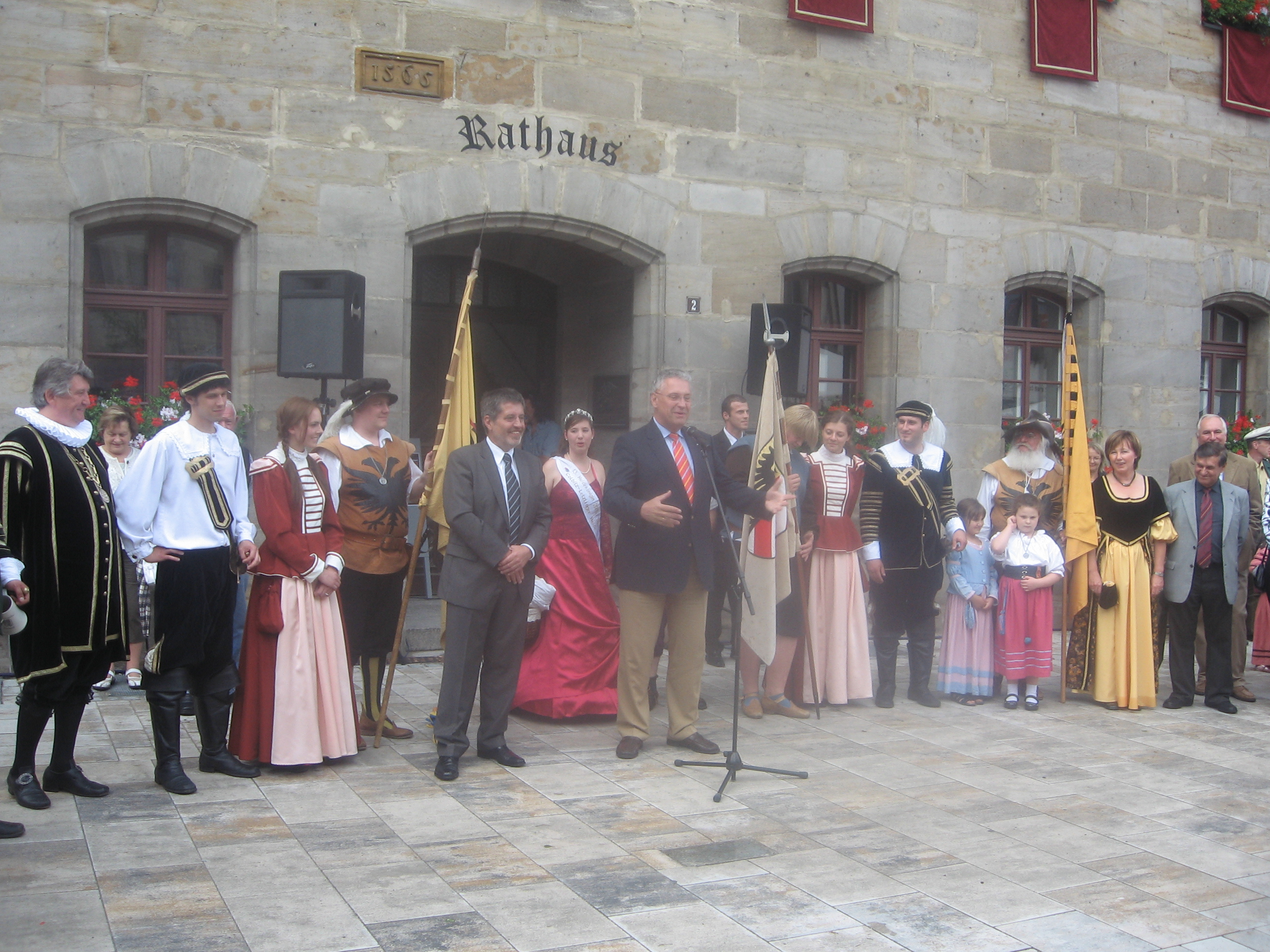
Eröffnung der Wallensteinfestspiele am 27. Juni 2009, am Mikrofon Schirmherr Joachim Herrmann.

Die Wallenstein-Festspiele Altdorf sind eine Veranstaltung, die seit 1894 alle drei Jahre im Sommer in Altdorf bei Nürnberg stattfindet.
Die Festspiele finden an fünf Wochenenden im Sommer statt. Dabei kehrt auf dem Marktplatz reges mittelalterliches Treiben mit zahlreichen Ständen und einem bunten Rahmenprogramm ein. Den Höhepunkt bildet der Festzug, bei dem alle Darsteller durch die Stadt marschieren.
Im Hof der ehemaligen Universität Altdorf werden an den Festspielwochenenden das Volksstück Wallenstein in Altdorf und das Drama Wallenstein von Friedrich Schiller von zahlreichen Laienschauspielern unter Anleitung professioneller Regisseure aufgeführt.

## Geschichte

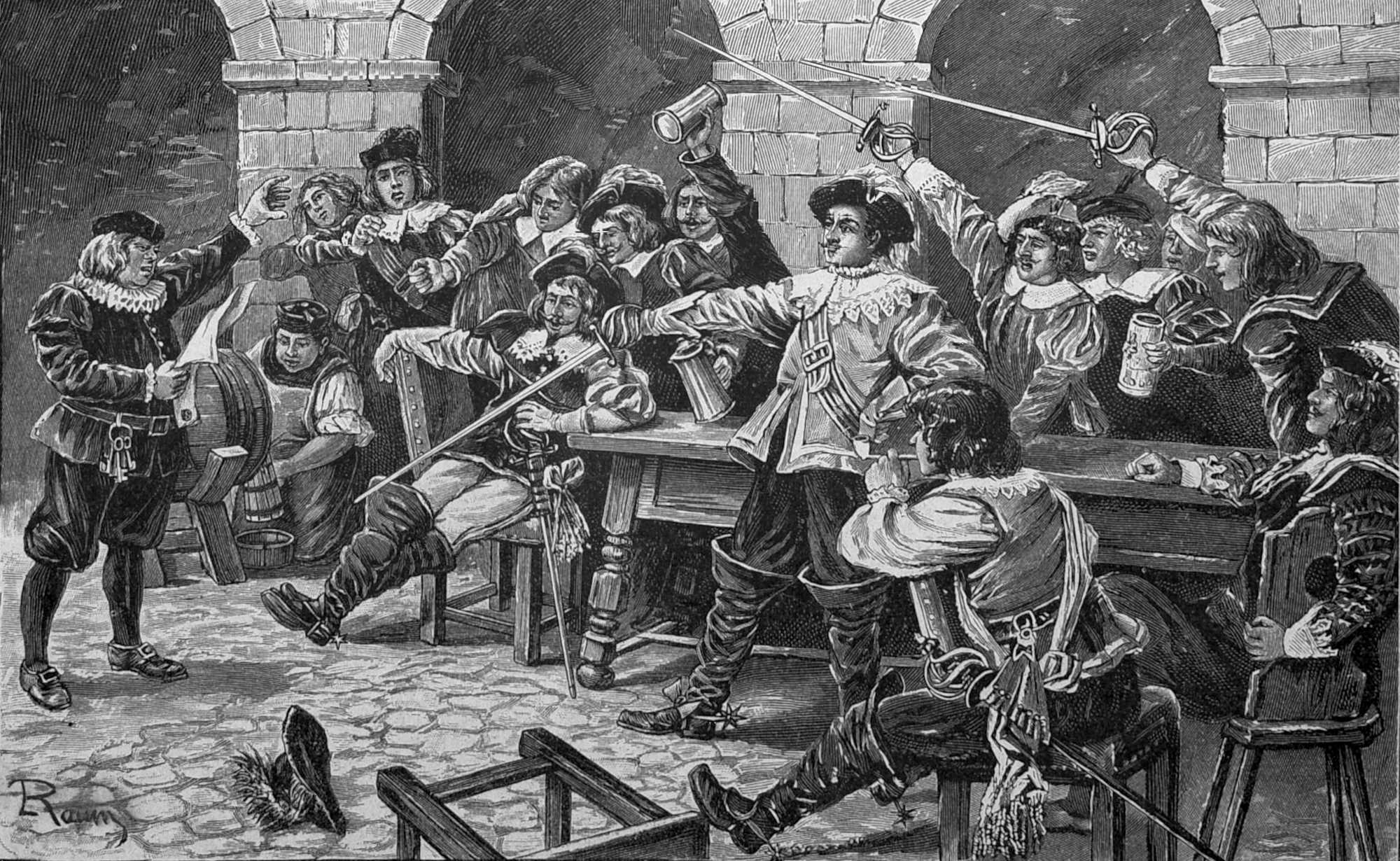
Der Pedell kündigt Wallenstein die Relegation an; Darstellung zur Erstaufführung des Volksschauspiels aus einem Zeitungsartikel von 1894 (zum Volltext).

Die Geschichte der Festspiele begann im Jahr 1894, als am 12. August erstmals das Volksschauspiel Wallenstein in Altdorf aufgeführt wurde. Dieses handelt von Wallenstein, der 1599 für kurze Zeit an der Universität Altdorf studiert hatte, wo er unangenehm aufgefallen war, u. a., weil er seinen Diener in einem Wutanfall fast totgeschlagen hatte. Bereits 1894 gab es ein Feldlager, einen Wachaufzug und einen Festzug.
Weitere Festspiele fanden in den Jahren 1895, 1899, 1906, 1909, 1912, 1925, 1933, 1936 und 1939 statt. Ab 1912 wurde die Organisation durch das „Festspiel-Comitee“ übernommen. Dieses wurde 1925 zu einem Verein, der sich 1936 wieder auflöste, da kein geeigneter Vorstand gefunden wurde.
Nach dem Zweiten Weltkrieg wurde im Jahr 1950 mit der Tradition fortgefahren. Es folgten Festspiele in den Jahren 1952, 1955 und 1958, die vom Heimat- und Verkehrsverein organisiert wurden. Seit 1955 finden die Spiele alle drei Jahre statt. Das Lagerleben, welches heute fast die gesamte Altstadt ausfüllt, fand ab 1970 zuerst nur auf dem Schlossplatz statt und diente lediglich der Selbstversorgung. 1976 wurde erstmals der historische Handwerkerhof aufgebaut. Er wird vom Altdorfer Handwerker- und Gesellenverein betreut.
Am 24. März 1959 wurde der „Wallenstein-Festspielverein“ von 93 Personen gegründet, um alle Beteiligten unter dem Dach einer Organisation zu versammeln. Die Einnahmen durch Mitgliedsbeiträge, die sich auf etwa 2.000 DM beliefen, sollten die Festspiele finanziell absichern –  heute beläuft sich der Umsatz einer Saison auf rund 300.000 €. Ab 1961 begann der Verein, Kostüme selbst herzustellen und zu sammeln. 1966 konnten diese erstmals komplett selbst gestellt werden. Heute beträgt der Bestand rund 1.000 Kostüme. Seit 1973 wird neben dem Volksschauspiel auch das Drama Wallenstein von Friedrich Schiller aufgeführt. Gezeigt wird eine Kurzversion, die überwiegend auf dem ersten Teil Wallensteins Lager basiert, aber seit 1988 auch Teile der weiteren Entwicklung bis hin zu Wallensteins Ermordung beinhaltet. Bekannte Regisseure der Theateraufführungen waren etwa Michael Abendroth und Oliver Karbus.
Seit 2009 erstrecken sich die Festspiele über fünf statt zuvor sieben Wochenenden. Im Gegenzug wurde das Samstagsprogramm auch außerhalb der Langen Nacht verlängert. An den Samstagen (sowie am Freitag, den 24. Juli 2015) wurde jeweils um 20:30 Uhr der Klassiker Wallenstein von Friedrich Schiller aufgeführt. An den Sonntagen jeweils um 13:15 Uhr und um 15:30 Uhr war das Volksstück Wallenstein in Altdorf von Franz Dittmar zu sehen.
Das Lagerleben fand 2015 wie bisher sonntags von 11:00 bis 20:00 Uhr statt und zusätzlich auch samstags von 17:00 Uhr bis 01:00 Uhr. Wie üblich wurde auch eine Lange Nacht gefeiert, die erst um 03:00 Uhr endete. Die Lange Nacht ersetzt in Wallenstein-Jahren das sonst stattfindende Altstadtfest und bietet ein besonders spektakuläres Lagerleben, das etwa durch Gaukler, Feuerschlucker und Musikanten bereichert wird, von denen viele zu Gastgruppen gehören.
2018 fanden die Wallensteinfestspiele mit einem umfangreichen Rahmenprogramm vom 22. Juni bis 22. Juli statt. Der Festspielverein wurde für die in Erasmus-Luther-Frakturschrift gehaltenen Schilder, auf denen die einzelnen Schaustellergruppen vorgestellt wurden, von der Stiftung Deutsche Schrift mit dem Stiftungspreis 2018 ausgezeichnet.
Wegen der Corona-Pandemie wurden die für 2021 turnusmäßig geplanten Festspiele um ein Jahr auf 2022 verschoben und fanden vom 24. Juni bis 30. Juli statt. Die aktuellen Festspiele laufen vom 27. Juni bis zum 27. Juli 2025.
Heute gehören dem Festspielverein etwa 600 Mitglieder an, beteiligt sind aber fast 1.000 Personen. Unterstützt werden die Altdorfer Darsteller auch von Spielmannszügen und Gruppen aus anderen Städten, wobei diese meist wöchentlich wechseln.

## Gruppen

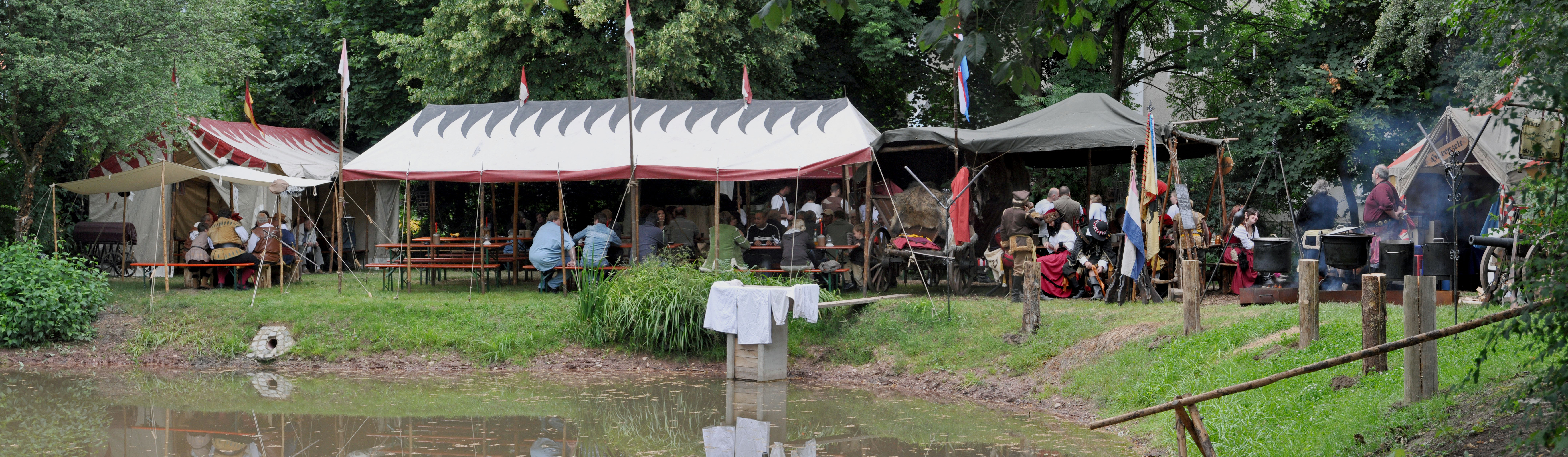
Kroatenlager der Wallensteinfestspiele 2009

| Gruppe                      | Dabei seit                                         | Bild |
| --------------------------- | -------------------------------------------------- | ---- |
| Bürgerwehr                  | 1997                                               |      |
| Draconarii Altorphina       |                                                    |      |
| Fahrendes Volk              | 1970                                               |      |
| Feldlazarett                | 1997                                               |      |
| Handwerker                  | historischer Handwerkerhof erstmals 1976 aufgebaut |      |
| Holksche Horde              | 2009                                               |      |
| Ilow’sche Pulverrotte       |                                                    |      |
| Kosaken                     | 1997                                               |      |
| Kroaten                     | 1981 (Gründung)                                    |      |
| Landsknechte Hubertus       |                                                    |      |
| Landsknechte Zeh            | 1982                                               |      |
| Marodeure                   |                                                    |      |
| Musketiere                  | Anfang 1980er                                      |      |
| Non Deficere                | 2022                                               |      |
| Reiter                      |                                                    |      |
| Schweden                    | 2009                                               |      |
| Senatoren (der Universität) |                                                    |      |
| Singende Bauern             |                                                    |      |
| Studenten                   |                                                    |      |
| Die Vogelfreyen             | 2015                                               |      |
| Volk                        |                                                    |      |
| Wanderdirnen                | 2012                                               |      |
| Wilde Landsknechte          | 1967                                               |      |